# Love Is Only a Feeling
Love Is Only a Feeling è un brano musicale del gruppo rock britannico The Darkness, pubblicato nel 2004 come quinto ed ultimo singolo estratto dall'album Permission to Land.
Il brano è stato scritto da Justin Hawkins, Dan Hawkins, Ed Graham e Frankie Poullain.

## Tracce
CD singolo
1. Love is Only a Feeling - 4:20
2. Planning Permission - 2:26
3. Curse of the Tollund Man - 3:08

## Classifiche
Le posizioni più alte raggiunte nelle classifiche dei singoli di alcuni paesi:
| Classifica    | Posizione massima |
| ------------- | ----------------- |
| Regno Unito   | 5                 |
| Irlanda       | 10                |
| Nuova Zelanda | 22                |
| Australia     | 35                |
| Svezia        | 55                |
| Paesi Bassi   | 92                |
| Germania      | 95                |